# Le Retour de Fantagaro
Le Retour de Fantagaro (Fantaghirò 5) est le cinquième épisode de la série télévisée La Caverne de la rose d'or diffusé pour la première fois sur Canale 5 le 23 décembre 1996.

## Résumé

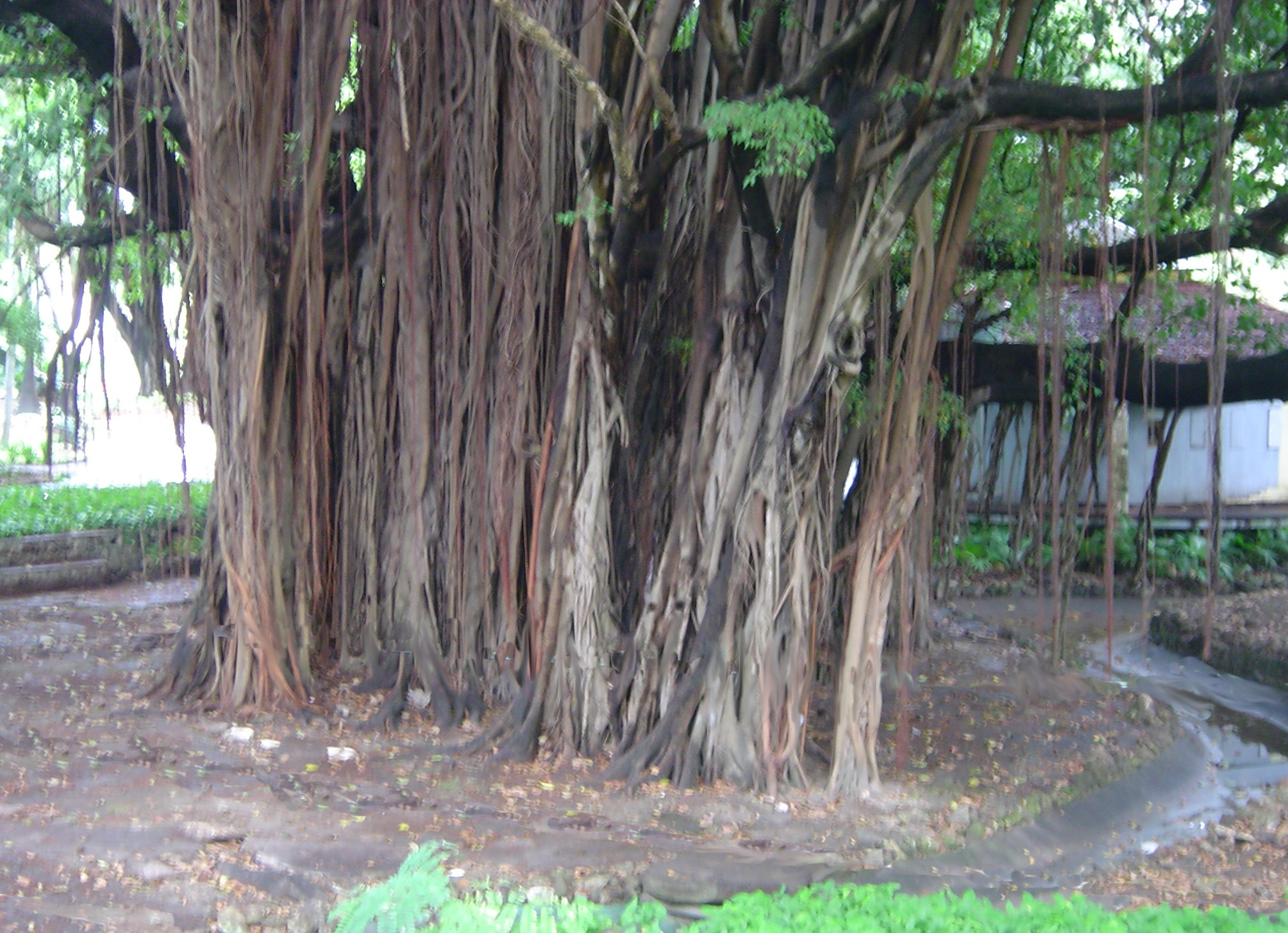
Forêt de La Havane, où ont été tournées plusieurs scènes du Retour de Fantagaro (arbre refuge quinquecentenaire et bateau de pirate).

La Sorcière Noire enlève Fantagaro et compte bien l'exécuter. En prison la jeune reine rencontre un individu étrange qui affirme être un cavalier d'un autre monde fuyant son créateur, le terrible « Sans Nom », un ogre mangeur d'enfants. À la suite des souhaits des jeunes enfants qui cherchent un héros pour délivrer leur pays du mal, Fantagaro se retrouve téléportée dans cet autre monde et échappe ainsi de justesse à son exécution. Malheureusement, la plante des désirs qui a été utilisée pour amener Fantagaro n'a plus la possibilité de la ramener dans son royaume et Fantagaro se retrouve donc bloquée dans l'autre monde, où la nourriture se rebelle contre les habitants et tente de les dévorer. Le jeune Masala se rend sur le Gallion, le bateau volant du pirate « Sans Nom », pour tenter de retrouver sa mère qui s'est fait capturer. Malheureusement, il ne parvient pas à la sauver et celle-ci se fait dévorer. Masala se retrouve donc seul avec sa petite sœur Ezela. Fantagaro vient le retrouver et combat le pirate « Sans Nom » aux côtés d'Aries, un voleur de passage espiègle mais au grand cœur. À la fin des aventures, Fantagaro, qui ignore que la plante des désirs a été restaurée, renonce à retourner dans son royaume et reste auprès d'Aries et de sa fille de cœur Ezela.

## Fiche technique
- Titre original : Fantaghirò 5
- Titre français : Le Retour de Fantagaro
- Réalisation : Lamberto Bava
- Scénario : Gianni Romoli
- Musique : Amedeo Minghi
- Production : Andrea Piazzesi
- Sociétés de production : Mediaset
- Pays d'origine:  Italie
- Langues d'origine: anglais, français, italien
- Pays de tournage: 
  -  Cuba
- Durée : 2 parties de 90 minutes
- Dates de diffusion[1] :
  - Italie : à partir du 23 décembre 1996 sur Canale 5
  - France : à partir de décembre 1997 sur M6.

## Distribution
- Alessandra Martines (VF : Elle-même) : Fantagaro
- Luca Venantini :  Aries
- Remo Girone (it) (VF : Marc Cassot) :  « Sans nom »
- Michaela May : Asteria
- Brigitte Nielsen (VF : Évelyn Séléna) : la reine noire
- Ludwig Briand : Masala
- Ariadna Caldas : Ezela